# Quả đại

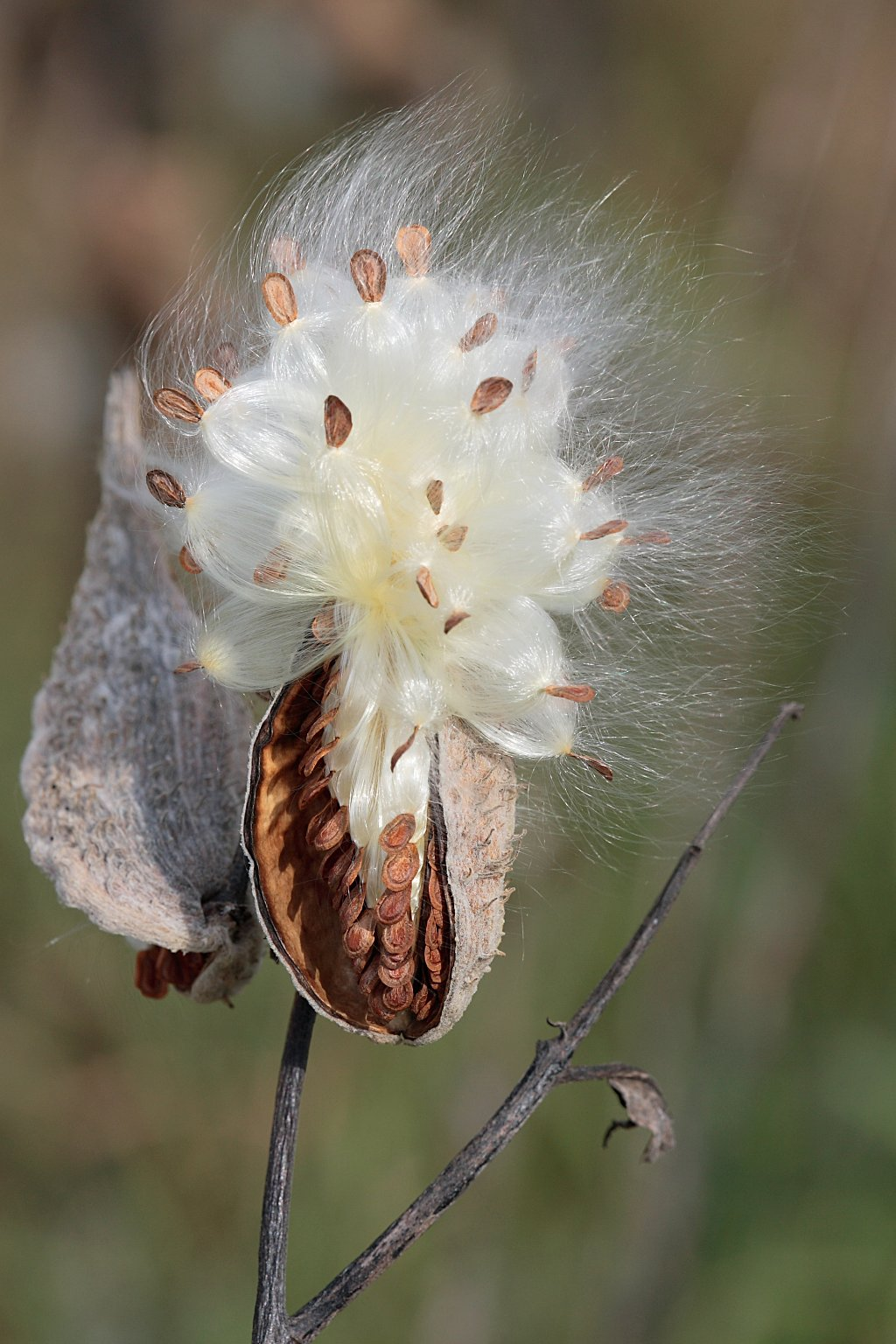
Quả của cây bông tai thông thường (Asclepias syriaca), một dạng quả đại

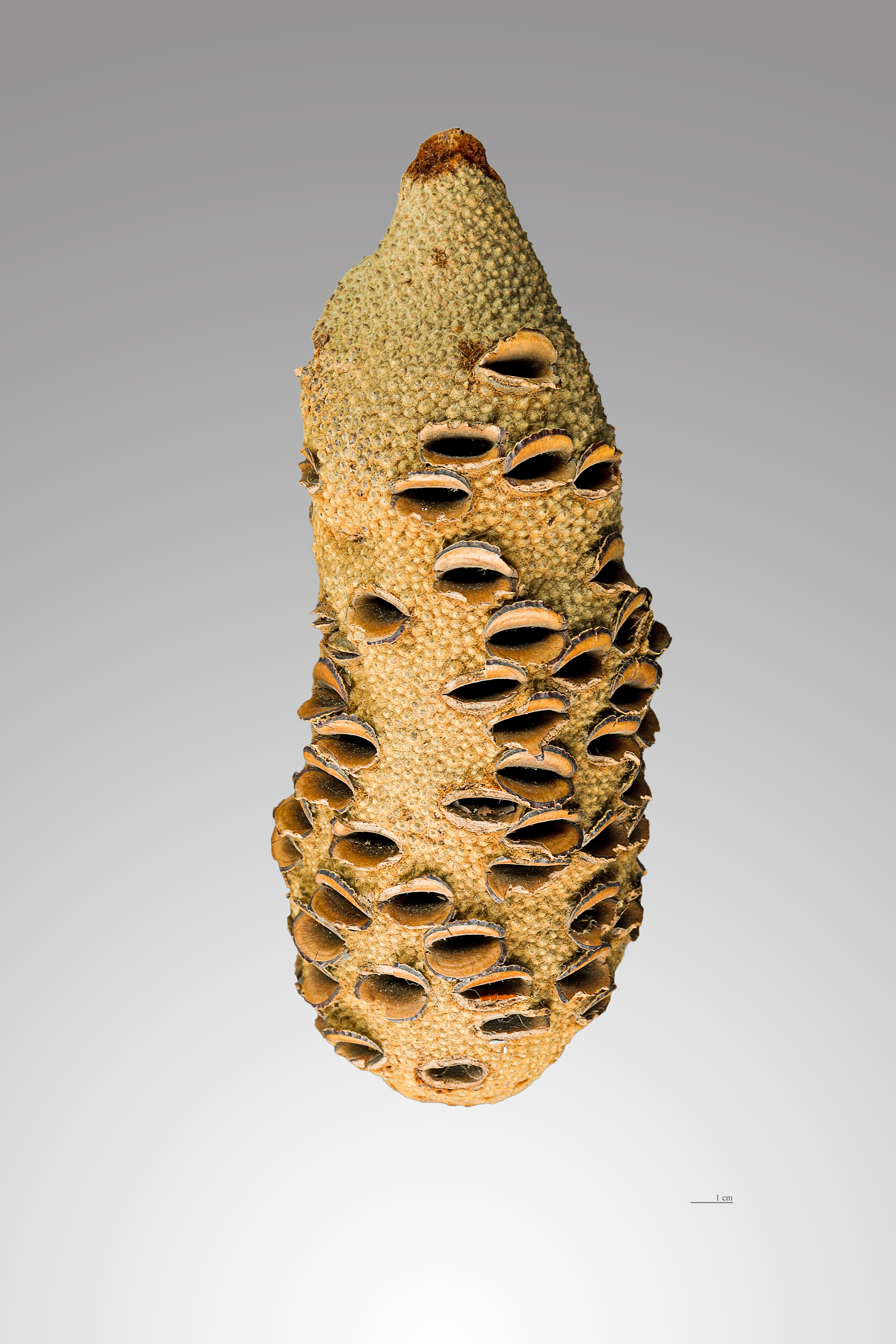
Quả đại (Banksia grandis)

Trong thực vật học, quả đại là một dạng quả khô, được tạo thành từ một lá noãn một ô và khi chín nứt ra theo đường hàn mép lá noãn thành một kẽ nứt dọc  để giải phóng hạt.
Kiểu quả này có trong các loài thực vật trong các họ với các lá noãn cô lập, chủ yếu là các họ như họ Mao lương (Ranunculaceae), ví dụ các loài lâu đẩu (Aquilegia spp.), lê lư (Helleborus spp.), phi yến (Consolida spp.) và thúy tước (Delphinium spp.) hay họ Mộc lan (Magnoliaceae) như mộc lan (Magnolia spp.), họ Hồi (Illiciaceae) như đại hồi (Illicium verum) hay họ Mẫu đơn (Paeoniaceae) như mẫu đơn (Paeonia spp.).
Đường nứt ra ở đây là đường nứt duy nhất theo chiều dọc đường nối hai mép lá noãn và tạo thành 2 mảnh vỏ, mở ra để chia thực giá noãn làm hai phần. Các hạt có thể tìm thấy trong mỗi mảnh vỏ. Dễ dàng nhận thấy rằng lá noãn duy nhất của quả đại trên thực tế là một lá bị biến đổi và mang hạt (lá bào tử).
Tồn tại dạng trung gian, là kết quả từ sự tái kết hợp một phần nhất định của một vài lá noãn. Nó là trạng thái chuyển tiếp với quả nang cắt vách (như ở Nigella damascena).